# Wadōkaichin
Wadōkaichin (和同開珎?   , también llamado Wadōkaihō) es el nombre de la emisión oficial más antigua de moneda en Japón, emitida el 29 de agosto de 708 (décimo día del octavo mes de Wadō gannen) por orden de la Emperatriz Genmei.

## Descripción
El Wadōkaichin es la primera de una serie de doce emisiones de monedas oficiales llamadas kōchō jūnisen, que se emitieron hasta el año 958.
Esta moneda posee un diámetro de 24 mm y contiene un orificio cuadrado de unos 7 mm de largo en cada lado; su peso es de 3,75 g. El anverso de la moneda contiene los caracteres kanji Wadōkaichin, leídos a partir de arriba en sentido de las manecillas del reloj; su reverso no tiene diseño alguno.
El valor del Wadōkaichin, según la Corte Imperial, era inicialmente de dos kilogramos de arroz, que era el pago diario a un trabajador manual al servicio de la corte.

## Historia

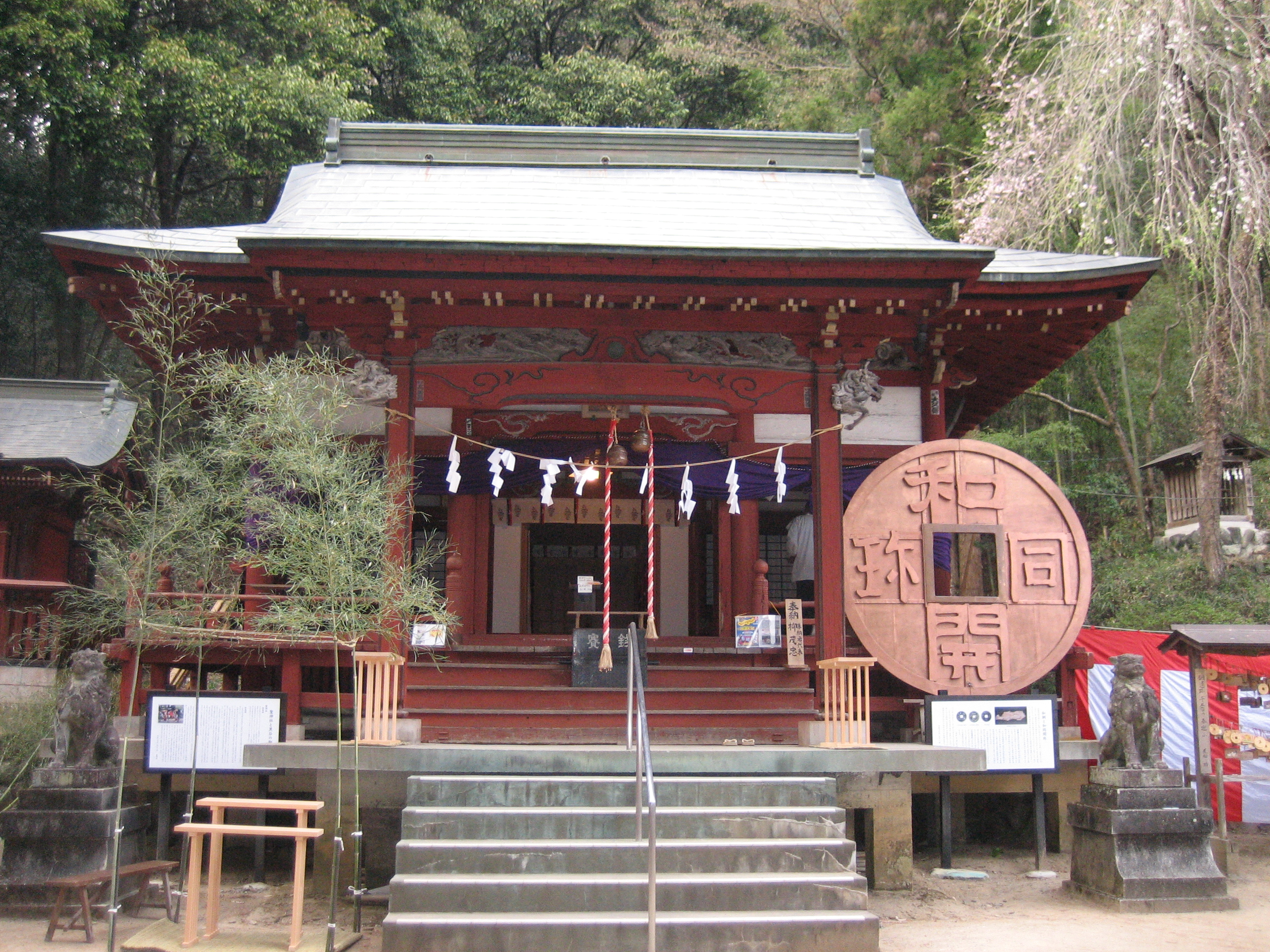
Santuario Hijiri, Chichibu.

El nombre de la moneda viene de la era japonesa en la que fue emitida, Wadō (和銅?), que literalmente significa «cobre japonés». El diseño fue inspirado de la moneda china de la dinastía Tang Kai Yuan Tong Bao (開元通宝), emitida en Chang'an en el año 621.
La fabricación del Wadōkaichin coincidió con el descubrimiento de una abundante mina de cobre en la zona de Chichibu, provincia de Musashi (hoy prefectura de Saitama), lo que provocó euforia en los japoneses, por lo que la emperatriz decretó el cambio de era de Keiun a Wadō, y la acuñación masiva de monedas como una forma de celebración. Adicionalmente, se otorgó a la provincia de Musashi un estatus de exención de pago de impuestos. También se ordenó la construcción del santuario sintoísta de Hijiri, que sigue existiendo en la actualidad y se le honra a las antiguas minas y al Wadōkaichin.
Si bien, el propósito del Wadōkaichin era para uso de toda la población, apenas se circunscribió a la capital Nara y sus alrededores, mientras que el resto del país seguía haciendo sus transacciones con bienes.